# Homestead (unitat de mesura)
El homestead és una antiga unitat de superfície del sistema anglosaxó. En 1862 es va aprovar als Estats Units la llei de homestead va establir un procés d'adquisició de propietat per a territoris no colonitzats de tres fases: Qualsevol ciutadà que mai hagués lluitat contra el Govern dels Estats Units podria presentar una sol·licitud i reclamar 160 acres (64,7497027584 hm² hectòmetres quadrats) de terres del Govern. Durant els següents cinc anys, el granger havia de viure a la terra i millorar-la mitjançant la construcció d'un habitatge de 12 per 14 peus i la producció de cultius. Després de cinc anys, el granger podia reclamar l'escriptura de propietat mitjançant la presentació d'una prova de residència, i les millores necessàries a l'oficina local de la terra. La llei es va derogar en 1976.